# 九一三事件
九一三事件，又称林彪事件，指1971年9月13日凌晨发生于蒙古人民共和国肯特省温都尔汗市（今成吉思市）附近的一起空难事件。
事发前，中共中央主席毛泽东与中共中央副主席林彪之间的关系因1970年庐山会议上的争论迅速恶化。当日凌晨，林彪与妻子叶群、儿子林立果以及刘沛丰、司机杨振刚、飞机机长潘景寅、机械师李平、张延奎、特设师邰起良共9人，乘坐空军的256号专机从秦皇岛山海关机场强行起飞。专机向北飞越中蒙边境，最终坠毁于温都尔汗附近贝尔赫矿区南10公里处（苏布拉嘎盆地），机上人员全部遇难。
失事的256号专机为英国霍克薛利航空公司于1960年代中期生产的三叉戟1E型中短程喷气式客机，在巴基斯坦国际航空服役期间注册编号为AP-ATL。1969年，中国从巴基斯坦购买同型号的4架飞机，分配给空军第三十四师作为专机使用，编号分别为250、252、254和256。

## 事件背景

毛主席和林彪副主席在中国共产党九届中央委员会第二次全体会议上

1970年8至9月举行的中共九届二中全会（庐山会议）上，林彪、陈伯达、叶群、吴法宪等人联合汪东兴试图打倒上海市革委会主任张春桥，但由于毛泽东的强烈反对而失败。陈伯达被隔离审查，林彪虽未被点名批判，但其集团的叶群、黄永胜、吴法宪、李作鹏、邱会作等人均被毛泽东要求作检讨。会议后，毛泽东通过各种方式要求林彪作检讨，林彪却不为所动，两人的矛盾逐渐加深。毛泽东开始采取「甩石头」、「掺沙子」和「挖墙脚」的方法对付林彪集团。在1971年2月的全国计划工作会议上，毛泽东之侄，中共中央政治局联络员毛远新公开宣称：“庐山会议是一次‘未遂政变’。”
1971年3月下旬，林彪之子林立果在上海同其组建的秘密组织「聯合艦隊」主要成員擬出《「五七一工程」紀要》草稿:373。「五七一」是「武起義」之諧音，即武裝起義。《纪要》中称“对方目标在改变接班人”，提出使用武力手段夺取政权。
1971年5月1日晚上，天安门城楼上举行观灯晚会，林彪最初拒绝出席，后在叶群、周恩来的催促下才勉强参加，过程中和毛泽东几无交流:381。 
1971年8月15日，毛泽东离开北京开始到南方巡视，向湖北、河南、湖南、广东等地的中共以及军队负责人打招呼，批评军委办事组及林彪。毛泽东谈到:389“庐山这件事还没有完”、“有人急于想当国家主席，要分裂党，急于夺权”，发言内容明确指向林彪，之后更明确对林彪进行点名，说:398：“林彪同志那个讲话，没有同我商量，也没有给我看。”“这次，要保住林副主席，不做个人结论，但他当然要负一些责任。”:396
8月23日，武汉军区政委刘丰把毛泽东在武汉讲的不要让自己老婆当自己工作单位办公室主任的内容，透露给林彪之侄林汉雄。9月3日上午，林立果在林彪住处毛家湾对“林办”工作人员王淑媛说：“宁可逃跑也不像刘少奇那样被抓住坐牢，实在不行就上山打游击。”
毛泽东的南巡谈话内容被林彪、叶群、林立果等人得知，成为“九·一三”事件的导火索。

## 人物关系
林彪及其家庭成员：

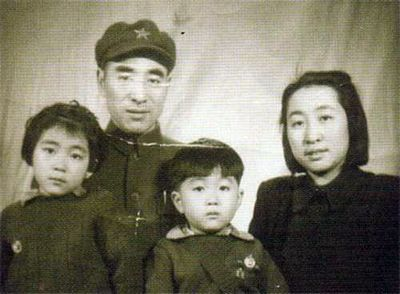
林彪及叶群、林立果、林立衡

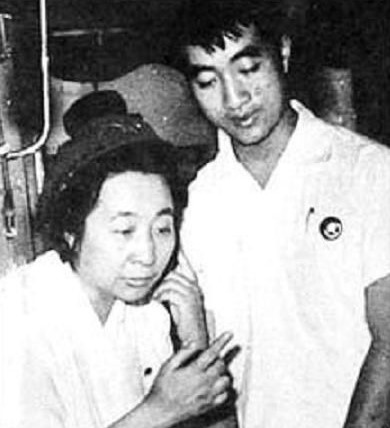
叶群和林立果

- 林彪，中共中央副主席、中共中央军委副主席、国务院副总理兼国防部长，中共中央主席毛泽东的接班人（1969年中共九大写入党章）。
- 叶群，林彪之妻，时任中共中央政治局委员兼“林彪办公室”主任。
- 林立果，小名老虎，林彪与叶群之子，时任解放军空军司令部办公室副主任兼作战部副部长[h]。
- 林立衡，小名豆豆，林彪与叶群之女，时任《空军报》副总编，与母亲叶群的关系非常差。
- 张宁，林立果未婚妻，南京军区前线歌舞团演员。
- 张清林，林立衡未婚夫，广州军区124师罗浮山野战医院外科军医。

林彪集团军委办事组成员：

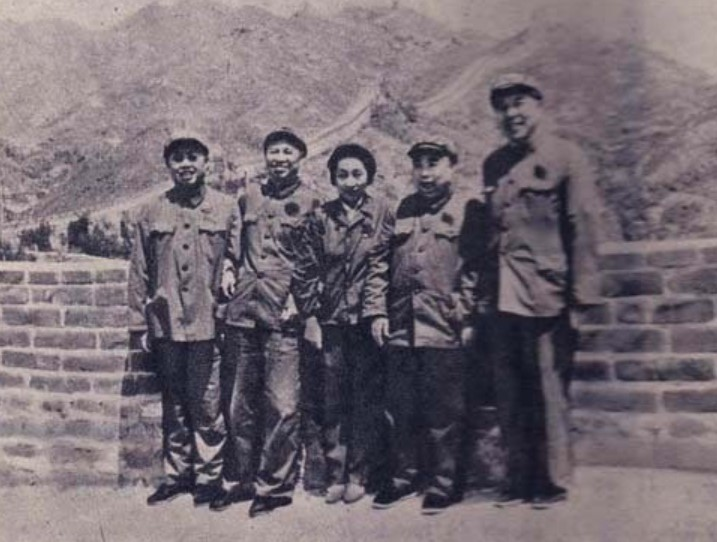
左起：李作鹏、邱会作、叶群、吴法宪、黄永胜

- 黄永胜，时任中共中央政治局委员、解放军总参谋长。
- 吴法宪，时任中共中央政治局委员、解放军副总参谋长兼空军司令员。
- 李作鹏，时任中共中央政治局委员、解放军副总参谋长兼海军第一政委，中共海军党委第一书记。
- 邱会作，时任中共中央政治局委员、解放军副总参谋长兼总後勤部部长。

林立果“联合舰队”成员：
- 江腾蛟，时任解放军南京军区空军政委。
- 王飞，时任解放军空军司令部副参谋长。
- 刘沛丰，时任中共解放军空军党委办公室处长。
- 于新野，时任解放军空军司令部副处长、空军司令部办公室副主任。
- 周宇驰、刘世英，时任解放军空军司令部办公室副主任。
- 李伟信，时任空四军政治部秘书处副处长。
- 程洪珍：时任空军司令部办公室秘书。

林彪办公室工作人员：
- 李文普，林彪办公室警卫秘书（卫士长），挂职军委办公厅警卫处副处长。
- 刘吉纯，挂职8341部队警卫科副科长，负责协调林彪办公室和8341部队，进行保卫工作。
- 张恒昌、陈占照，林彪内勤，负责照顾林彪的日常生活。
- 杨振刚，林彪的专车司机。

8341部队成员：
- 张宏，中央警卫团副团长，当时北戴河地区8341部队的负责人。
- 姜作寿，中央警卫团二大队大队长，当时率领160余名二大队士兵在北戴河负责外围警卫，保护林彪、叶群等人的安全。

其他
- 潘景寅，256号三叉戟飞机驾驶员，时任中国人民解放军空军第34师副政委。

## 事件经过
九一三事件的经过存在较多争议。当事人林彪、叶群、林立果和潘景寅等均死于空难，因此事件的许多细节无法得知。

### 早前
1971年7月17日，林彪、叶群乘坐专列前往北戴河疗养院避暑，入住96号楼。到北戴河后，林彪闭门不出，情绪低落。

#### 9月5日
上午，李作鹏陪同朝鲜军事代表团团长吴振宇由长沙抵达武昌参观访问。招待会后，武汉军区政委刘丰私下向李作鹏透露了毛泽东接见中南各省负责人的谈话内容。李当即意识到毛泽东讲话的矛头非常明确地指向林彪，感到十分紧张:683。
当晚，周宇驰致电广州空军司令部参谋长顾同舟，得知广州军区正在向师以上干部传达毛泽东同广州军区负责人丁盛、刘兴元谈话的精神。23时30分，周宇驰让于新野打电话给顾同舟，详细记录了毛泽东的谈话内容，内容长达15页:155。

#### 9月6日
上午，李作鹏陪同吴振宇一行返回北京。下午，李作鹏将刘丰透露的毛泽东南巡讲话告知了黄永胜、邱会作:684。当晚，黄永胜将消息告知叶群。
下午3时许，周宇驰驾驶云雀直升机从北京到北戴河，将于新野记录的毛泽东同丁盛、刘兴元谈话内容送给住在57号的林立果:155，但周宇驰并未见林彪。
晚上10时许，叶群打电话给林立衡，要林立衡和其未婚夫张清林当晚立即去北戴河。林立衡以身体不适为由，推说几天后再去。叶群声称林彪“病得快死了，还没有见过张清林。见到你们的事定下来了，他的病就会好了。”最终林立衡答应第二天早上前往北戴河。此外，叶群让林立衡把林立果的未婚妻张宁也带去，并叮嘱吴法宪夫妇都不知道此事，让林立衡不要告诉空军:1169。

#### 9月7日
早上，华国锋在人民大会堂向周恩来递交了毛泽东南巡在武汉、长沙的谈话记录稿，并告诉周恩来：“主席要我回北京，只同你一个人谈。”并提出要约时间进行详细汇报。
上午10时许，林立衡、张清林、张宁、杨森（空军政治保卫部副处长、负责保卫林立衡）从北京西郊机场起飞，于中午11时抵达海军航空兵第五师管辖的山海关机场。12时，林立衡一行到达北戴河疗养院，林立衡被安排住林立果住所57號对面的56號。在与叶群见面之前，林立果与林立衡进行了一次秘密谈话（周宇驰在场，刘沛丰把门），林立果称：“现在情况很紧急，昨晚主任（指叶群）要乘三叉戟飞机逃到苏修去，首长（指林彪）不肯跑，被主任逼得同意了，他们硬要我调飞机，我借口来不及调，推迟了一天。今天早上把周宇驰从北京找来商量怎么办。首长见了周宇驰，抱着他哭，说：‘我们一家老小都交你了。’”，“如果我不告诉你这件事，你今天乘坐的三叉戟把你带到苏修了，你还不知道呢！”，“现在就是我下不了这个决心，听听你的意见，到底跑不跑？”林立衡询问为何要逃跑，林立果回答：“因为主任干了很多坏事，怕把她抓起来，在国内呆不下去了。”林立衡表示叶群一贯喜欢造谣，不可轻举妄动。见叶群后，林立衡立即将林立果的情况告知了张清林、杨森。
下午2时许，林立衡、张清林、林立果、张宁前往96号见林彪、叶群。见面只持续了十几分钟。之后，林立果再次找林立衡单独谈话，称：“主席最近在南方各地，直接找各大军区头头打招呼，要在“人大”之前突然召开三中全会，在会上要批判“夫人专政”，并要把军委办事组叶、黄、吴、李、邱都整掉，主席还说事先要绝对保密，瞒过中央。”；“这次连刘兴元、丁盛、曾思玉都被主席拉过去了，没给我透露消息。还是武汉的刘丰透给李作鹏传出来的，还有广空司令王璞派人送密信给我”，“总理一贯和稀泥，这次也来告急，说：‘现在要保副呀！就怕保不住了。’”林立衡询问是否能跑成，林立果回答：“这个我有把握。今天飞机来，吴（法宪）就不知道。”
当天下午，周宇驰自己驾驶直升飞机从北戴河飞回北京，前往江腾蛟家中，让江看了毛泽东南巡期间的谈话记录。周宇驰对江腾蛟说：“现在看来要对我们下手了。我看还是先下手为强。他（指毛泽东）正在杭州，很快回北京过国庆，路过上海时可以动手。我们不动手，将来别人上了台，我们这些人都完，你首先完。”
晚饭时间，林立果再次找到林立衡，表示：“我们研究决定今天不跑了。现在主任老缠住我闹，我先说服首长不跑，叫首长对主任保密，然后再说服她。跑不跑，这一个礼拜是关键，再晚就怕跑不成了。”晚上，林立衡找到警卫科副科长刘吉纯谈话，称林立果、叶群要挟持林彪到外地去，让其提高警惕。二人商定林立衡在内，刘吉纯在外观察动静，注意林立果等人的动向。

#### 9月8日
上午，林立衡向李文普（林彪警卫员）询问北戴河最近的情况，李文普表示叶群近期情绪紧张，同林立果最近经常到林彪处，但不清楚谈话内容。
下午，林立果告诉林立衡：“首长已经同意不跑了，我现在还要去上去说服主任。我们又决定了一个新的方案：现在主席在上海一带，在我们四军（指空四军）手里，只要我批准，江腾蛟就动手暗杀主席，王维国也要参加干。”林立衡劝阻，林立果表示要栽赃给张春桥、姚文元，并说：“这个方案是最理想的，那时我就掌权了。”在之后的谈话中，林立衡询问：“首长（指林彪）也知道暗杀主席吗？”林立果“迟疑了一下”，说：“他也同意。”
晚9时，毛泽东突然下令将专列离开杭州笕桥机场停车点，转向去绍兴铁路的支线上停放:157。
当晚，林立果称要飞回北京到301医院口腔科看牙齿，临行前告知林立衡：“情况有变化，主席已离开了，原来的行动计划都要改变。我们准备在‘十一’后行动。”
晚9时40分，林立果与周宇驰乘三叉戟专机从北戴河到达北京西郊军用机场，11时许，林立果、周宇驰在西郊机场的秘密据点“工字房”召集江腾蛟、李伟信（空军党委办公室副处长）开会。林立果拿出一张手令拿给江腾蛟看，手令上写道：“盼照立果、宇驰同志传达的命令办。林彪  九月八日”:288。关于此手令是否为林彪本人亲自署名尚存在较多争议。中共官方史料称：林立果指示江腾蛟负责在上海袭杀毛泽东，方法包括用火焰喷射器、四〇火箭筒打毛泽东乘坐的专列；用炸药炸苏州附近的硕放铁路桥；派飞机炸火车；炸毁专列在上海停车点附近的油库，乘混乱之机杀害毛泽东；或由王维国乘毛泽东接见时动手。
同日，于新野从北京到杭州、上海与陈励耘、王维国分别谈话。中共官方史料称于新野向陈励耘、王维国:191-194布置了袭杀毛泽东的行动。

#### 9月9日
凌晨1时许，毛的专列转到了靠近绍兴的专线上停放。
凌晨1时，林立果从西郊机场前往空军学院，秘密召集“联合舰队”的成员王飞、刘沛丰、刘世英、程洪珍、李伟信等人开会，称：“现在有人反对林副主席！我们要誓死捍卫！养兵千日，用在一朝，当前是要用我们的时候了。你们要全力以赴，一个人顶几个人、十几个人用。”并向众人传阅“林彪手令”。林立果指示王飞（空军司令部副参谋长）负责在北京指挥攻打钓鱼台国宾馆（江青、张春桥等人住处）。
上午，叶群、林彪以过几天带他们去大连为由，让林立衡等人继续留在北戴河。下午林立衡向刘吉纯（林彪警卫人员）了解情况。刘称林彪要派他去大连查看住所，但叶群不同意，叶群还要求北京方面送布料、皮鞋和冬衣等东西来。此外，刘吉纯告知林立衡，周宇驰从来没有到过林彪处。
下午5时，广州军区空军参谋长顾同舟让其妻子乘飞机到北京，给林立果送毛泽东与广州军区负责人的详细谈话记录，记录稿长达50页。

#### 9月10日
上午，张清林、张宁前往秦皇岛山海关游玩。林立衡未去，到林彪处谈话。林彪表示要全家一起去大连，时间等林立果回来后再定。之后林立衡找到内勤陈占照、张恒昌询问情况，并告知二人：“万一叶群、林立果要害首长，你们要保卫首长，根据我掌握的信息，他们可能要逃跑”，“他们真要跑时，给我通个消息，我通知8341部队。”陈、张二人答应。陈、张说林立果、叶群和林彪谈话的情况很秘密，并告知林立衡：周宇驰来北戴河肯定没有见过林彪。
中午，林立果“联合舰队”成员、空军党委办公室处长刘沛丰乘飞机从北京到北戴河，带着材料去见叶群，二人谈话约20分钟，刘沛丰未吃午饭又匆匆坐飞机离开:21。
下午4时，毛澤東乘專列离开杭州，傍晚6时10分专列抵达上海:402虹桥机场附近，王维国、王洪文上专列与毛泽东谈话约两个小时，谈话包括“国庆节前开三中全会，重提二中全会上的问题，国庆后开四届人大”，“军委办事组应当检讨”等内容。
晚10时许，林立果、周宇驰、刘沛丰、李伟信（空四军秘书处副处长）到空军招待所。林立果、周宇驰同他们专门从洛阳叫来的43军127师政委关光烈（原“林办”秘书）密谈。林立果说：现在上头斗争很激烈，要开人大了，开人大之前要开三中全会，找你来是请你调部队解决钓鱼台问题。他给关光烈看了放在塑料夹子中的林彪“九八”手令。关光烈表示：个人调不动部队，必须要总参下令才可以调动。林立果说：“黄永胜再过几天也没权了，我们都不敢找他。”
本日，叶群与在北京的黄永胜通话5次:402。

#### 9月11日
凌晨，周恩来约见华国锋谈话，并把毛泽东谈话记录稿退给华国锋。华国锋向周恩来详细介绍了毛泽东的谈话过程，包括谈话时的神态、情绪，谈话记录是如何整理的。周恩来了解了毛泽东对林彪问题的态度。
上午，林立衡找到内勤人员陈占照，让其偷听林彪和叶群的谈话。陈说：“我在走廊听过主任哭时说：‘现在人家说我是特务，我要逃走’。首长说：‘我有什么办法，你走就走吧！’我们不敢进卧室偷听。被抓住不得了。”
上午，在专列上，毛泽东同许世友、汪东兴、王洪文、马天水谈话。谈话结束后毛泽东下令不通知许世友等人，立即发车，先发前卫车。下午1时12分，毛泽东专列离开上海，直返北京:403。
据官方公布的“鲁珉的亲笔供词”称：“九月十一日晚约八点半钟，我被江腾蛟用汽车拉到西郊机场的平房里，林立果看到我就说：现在要进攻啦，副统帅有命令，拿出来给他们看看，周宇驰就拿来一张硬白纸，林立果递给了我，我看到是用红铅笔写的：盼照立果宇驰同志的命令办　林彪　月　日。林立果说：‘现在情况很紧张，马上要召开三中全会，会一开林副主席就不占优势了，副统帅下了命令，要主动进攻，江腾蛟你这个歼-七在上海打头阵，争取在上海搞掉（指谋害毛泽东），不成就看鲁部长的第二次攻击了，有的是炸药，在铁路上一放，就是第二个皇姑屯事件，再不成就让陈励耘派伊尔-10轰炸’。”晚10时左右，林立果接到王维国电话，告知毛泽东已经离开上海:403。林立果接電話后告知魯珉：“情況有變化，剛才講的全部作廢，就當沒講過，你們回去什麽也不能說……”
晚上，林立衡找到李文普，询问：“叶群和林立果会不会跑？”李文普回答：“现在没有什么迹象，真有事，我们都会在飞机上跟他们拼！我也在观察这些事，有事我负责。部队我和刘吉纯都可掌握。”

#### 9月12日
下午1时10分，毛泽东的专列抵达丰台车站:404，在专列上，毛泽东与纪登奎、李德生、吴德、吴忠等谈话，内容包括：“我同林彪谈过，他有些话说得不妥嘛！”、“什么顶峰啦，一句顶一万句啦，你说过了头嘛”、“还有什么人民解放军是我缔造和领导的、林副主席亲自指挥的，缔造的人就不能指挥呀！”、“黑手不止陈伯达一个，黑手后面还有黑手。”，后又单独指示李德生将38军调一个师到南口:405。4时05分专列抵達北京站，毛泽东回中南海休息:289。
下午，林立果在北京西郊机场得知毛泽东已经返回北京，刺杀计划失败。林立果电话告知叶群，并让空军第34师师副参谋长胡萍等人安排三叉戟256号专机，准备返回北戴河:160。
15时许，叶群突然叫林立衡、张清林去见林彪。叶群提出要他们当天晚上就结婚，林彪也表示赞成。林立衡没有思想准备，表示坚决反对，遂改为举行订婚仪式。17时许，在林彪、叶群面前，林立衡、张清林二人订婚。为庆祝订婚，晚饭后，在96楼走廊放映香港電影《甜甜蜜蜜》等，林立衡、张清林、张宁等和工作人员看电影。
19时40分，林立果、刘沛丰、程洪珍等人乘潘景寅驾驶的256号专机，从北京西郊机场起飞，四十分钟后，即晚上20时20分，抵达山海关机场。
20时许，叶群又去林彪处谈话。林立衡从看电影处出来，偷听林、叶谈话，听到叶群说：“许世友也是那边的啦，……主席在世界上威望也不高……。”没有听到林彪的声音。
21时许，林立果、刘沛丰从山海关机场来到北戴河，在走廊上碰到林立衡。林立果对林立衡说：“明天早上六点行动！”，林立衡询问到哪去，林立果说：“以后再跟你说，我马上到首长那去！”，之后紧张地跑到林彪处与林彪、叶群密谈。林立果、叶群从林彪处来回进出多次。不久，内勤张恒昌告知林立衡：“我听到主任说：‘去广州不行，到香港也行呀！’立果说:27：‘到这时候，你还不把黄、吴、李、邱都交给我！’没听见首长的声音”。
22时30分前，林立衡找到李文普，让李阻止林彪上飞机，并将情况报告8341部队。李文普表示他没有理由不让首长上飞机，且不同意自己去报告8341部队。林立衡又找到刘吉纯，说服他一起去8341部队报告。
约22时30分，林立衡、刘吉纯来到58楼将情况告知姜作寿、中央警卫团副团长张宏，并托其报告中共中央，随即返回96楼。张宏、姜作寿随即打电话给中共中央办公厅副主任、中央警卫团团长张耀祠报告了情况，张耀祠打电话报告给中央办公厅主任汪东兴，汪东兴将情况报告在人民大会堂内正在开会的国务院总理周恩来:161，报告内容是：张宏从北戴河打来电话，称林彪女儿林立衡来部队报告，明天早上6点，叶群和林立果将“挟持”林彪出逃，先去广州，再去香港，今晚20点已经调来了林彪专机。周恩来震惊之下难以相信，又将一同开会的黄永胜叫出来，询问“林立衡是不是又和家里闹矛盾了？”
北戴河处，林立衡返回96楼，这时还不到晚上11点，林立衡来到叶群的房间，发现叶群正在整理林彪的卡片。叶群告知林立衡：“明天早上带你们到大连去”，并要求林立衡通知张宁、张清林。
约23时，周恩来打电话问吴法宪询问「是不是调了飞机到山海关机场」，吴对此十分茫然，一无所知。吴法宪随后询问空军第34师师长时念堂，方知三叉戟专机被师副参谋长胡萍未经吴法宪许可调到山海关，胡解释是飞机改装后试飞，吴法宪命令胡萍把飞机立即飞回，但随后胡萍回复发动机出现故障，正在维修中。吴法宪指示飞机修好后立刻返京，并将情况回复周恩来，周指示飞机飞回时不准带任何人到北京:862。
23时整，周恩来打电话给李作鹏，询问其是否知道今天下午有一架飞机飞到山海关机场（机场由海军管辖，故周打电话给海军政委李作鹏），李表示不知情，周恩来随即指示其查明情况后汇报。23时10分，李作鹏打电话给周恩来报告情况，周恩来指示李作鹏：飞机需要周恩来本人、黄永胜、吴法宪、李作鹏的同意才能起飞:694。
23时22分，周恩来与叶群通电话，询问叶群知不知道北戴河有一架专机，叶群先说不知道，后承认有一架专机，并称要去大连。周恩来表示晚上飞行不安全，不要起飞，需要的话，周亲自去北戴河看林彪。叶群急忙劝周恩来不要来:212-213。叶群放下电话机，立刻打电话给黄永胜家里，却无人接听（黄永胜此时正在人民大会堂）。
23时30分左右，张恒昌告知林立衡“他们现在就要走”。林立衡随即找到李文普，要其拖延时间。李文普表示：“现在还是要上飞机，不行再拼！”林立衡随即出来准备报告8341部队，正好撞见林立果，问：“怎么样？”林立果答说：“现在就走。到广州去！军阀割据！”边说边往林彪房间跑去。不久，叶群叫停播放，声称周恩来已经同意林彪今晚飞往大连:793，对林立衡等人说：“今天晚上就到大连去。你们马上回去准备。杨森留下来看东西。”林立衡在叶群走后，与杨森一同到58楼将情况报告张宏。在58楼8341部队处，林立衡责问张宏：“两小时以前，我就对你说了，你为什么还不调动部队，你快带部队，快上！……”张宏对林立衡说：“中央指示你们跟着上飞机，跟着走。飞机上有我们的人，你们放心好了。”（杨森、张清林在场）林立衡不同意，张宏遂给张耀祠打电话，报告林彪等人正调动汽车准备出走:161，张耀祠指示林立衡:1182：“你们还是跟着走，不要惊动他们。”林立衡仍不同意，双方僵持。
23时40分左右，林立果打电话给正在北京家里的周宇驰，通知周宇驰取消第二天一早去广州的计划，并告诉他，自己将与林彪、叶群等立刻北逃苏联。让周宇驰赶快设法找飞机北逃，以后在境外会合。
23时55分左右，林彪、叶群、林立果、刘沛丰、李文普乘坐杨振刚驾驶的大红旗轿车从96楼向山海关机场出发。李文普回忆：“杨振刚驾驶三排座大红旗防弹车，林彪第一个走进汽车坐在后排，叶群第二个走进汽车，坐在林彪身边。他们坐定了，中间第二排座才能放好。第三个上车的是林立果，他坐在第二排在林彪前面。第四个上车的是刘沛丰，坐在叶群的前面，我最后上车，坐在前排司机旁边。身后就是林立果坐的位置。”
在58号楼的张宏、林立衡等人旋即从多个渠道得知林彪、叶群、林立果等人已经乘车离开。此时，林彪等人乘坐的红旗轿车已经开到8341部队驻地58号楼附近，遭到姜作寿等人的拦截，但并未被拦下。驶过58号楼不远，红旗轿车又突然停下，李文普从车上下来，随即一前一后响了两枪，李文普受伤。8341部队士兵追赶上来，六中队长萧奇明使用765式手枪对红旗轿车右侧连开两枪，打在后座车窗上，未能击穿防弹玻璃。红旗轿车随即启动，加快速度向山海关机场方向驶去，8341部队在后乘车追赶。

### 9月13日
9月13日0时整，林彪、叶群、林立果、刘沛丰等人乘红旗轿车急速由北戴河驶往山海关机场。周恩来打电话告知吴法宪：“林彪已经和叶群、林立果乘车离开了北戴河，车正往山海关机场方向开去，临走的时候还开枪打伤了警卫人员。”吴法宪打电话到山海关机场，找到三叉戟专机驾驶员潘景寅，命令：“要绝对忠于毛主席，飞机决不能起飞，不管什么人的命令都不能起飞”，潘景寅口头答应:863。
0时06分，李作鹏再次打电话到山海关机场调度室，指示飞机要经过周恩来、黄永胜、吴法宪、李作鹏四人同意才能起飞。不久机场站长潘浩回电话询问：“如果飞机强行起飞怎么办？”李作鹏回答：“可直接报告周总理。”:696
0时22分，林彪等人乘坐的红旗轿车到达山海关机场停机坪，叶群下车即大喊：“有人要害林副主席，我们要走了”，这时两辆加油车和256号三叉戟飞机的三名机械师正在加油，飞行员潘景寅也已经登机。而载着登机梯的卡车还没有调来，8341部队二大队副大队长于仁堂和机场地勤人员看到，林彪、叶群、林立果等不及了，慌慌张张从工作人员的小铁梯往飞机上爬。林彪爬得非常吃力，司机杨振刚在下面托着他，才勉强爬进机舱。林立果拿着手枪，斥责油车司机“快开走”，他最后一个上了飞机。飞机滑行过程中右侧机翼撞上加油车罐口盖，刮掉了机翼上的铝皮，撞碎了机翼上的绿色玻璃灯罩。山海关场站参谋长佟玉春朝天连开三枪，机场随即紧急灯光管制，一片漆黑。
0时32分，林彪等人所乘三叉戟飞机在机场熄灯、导航关闭、没有夜航灯光照明以及机组人员不到位的情况下强行滑出并起飞。随即山海关机场副站长赵雅辉报告李作鹏飞机已经强行起飞，李作鹏报告给周恩来:697。周恩来命令李德生前往空军司令部，监视飞机动向；杨德中随吴法宪去西郊机场；纪登奎去北京空军司令部作战室，指示他们掌握情况，随时报告。随即周前往中南海游泳池向毛泽东汇报，毛从周那里得知林彪等出逃之情況:291。
三叉戟256号专机起飞后，向西飞行，后慢慢转弯向西北飞去，飞行高度保持在3000米左右:194-195，吴法宪指示用报话机向飞机喊话，命令潘景寅向北京飞，未收到任何回答:863-864。当飞机至有中方歼击机的赤峰附近，吴法宪请示周恩来要不要把飞机拦截回来:864。周说：“这要请示毛主席”。毛澤東答：「林彪還是我們黨中央的副主席。『天要下雨，娘要嫁人』，不要阻攔，讓他飛吧！」:405:864，随即周将毛的答复告知吴法宪:215。
1时50分，三叉戟256号专机飞越中蒙边境414号界桩，进入蒙古人民共和国，不久从中方雷达监控中消失:864。飞机飞越边境前在内蒙古的贝勒庙上空盘旋了一周:198。
2时许，周恩来致电对吳法憲下令：“絕不准有任何飞机到北京来！如果有飛機到北京來，你我都要掉腦袋。”紧接着周在毛泽东同意后下令全国飞机一律禁飞:405:864，并将毛泽东秘密轉移到人民大會堂南側之118室:291。毛泽东指示周恩来召集在京中央政治局成员开会，通报林彪外逃情况并研究处理措施:405。
2时25分，三叉戟256号专机坠毁于蒙古国肯特省首府温都尔汗（东经111°15′、北纬47°42′）附近肯特省贝尔赫矿区南10公里（苏布拉嘎盆地）处，林彪、叶群、林立果、刘沛丰、林彪的司机杨振刚及机组人员共九名机上人員全部身亡，无一生还。坠毁前飞机航速约500-600公里每小时。
3时多，中共中央政治局会议召开，通报了林彪乘飞机出走的情况，周恩来指出：“犯路线错误的头子没有一个好下场。”并提醒到会者：“飞机消失了，可能是真的坠毁了，也可能是耍阴谋，要注意他万一得逞后，在国外发表声明之类的东西。”随后周恩来亲自给各大军区和全国29个省、市、自治区负责人打电话说：“庐山会议上第一个讲话的那个人，带着老婆、儿子叛国逃跑了！部队立即进入一级战备，以应付一切可能发生的情况”。
3时15分，周宇驰、于新野、李伟信乘坐飞行员陈士印、陈修文驾驶的3685号直-5直升机从沙河机场起飞。6时47分直升飞机迫降在怀柔沙峪，陈修文在飞机上试图夺取枪支被周宇驰开枪打死，陈士印被于新野打伤，之后周宇驰、于新野自杀，李伟信被民兵抓到:139-140。
当日凌晨，留守北京毛家湾林彪住处的中央警卫团二大队副大队长蒋廷贵执行张耀祠的命令，布置守卫毛家湾的中央警卫团二大队上了房顶，占领了毛家湾的制高点；北戴河的96号楼也被警卫严密封锁。
22时15分，空军司令部向周恩来报告称：“9月13日18时04分，蒙古国雷达团团长向所属各连发报说，凌晨2时半，有一架不明作战飞机在温都尔汗东北方向60公里处着火掉下来了，按照国防部长命令从18时起进入一等戒备。”周恩来将该情报转报给毛泽东:406。

### 9月13日后
9月14日8时30分，蒙古副外长额尔敦比列格紧急约见中国驻蒙大使许文益，通报有一架中国喷气式飞机坠毁于温都尔汗附近，机上9人全部死亡，许文益通过电报报告外交部。
9月14日下午，周恩來確知林彪等人乘坐「三叉戟」飛機已在蒙古溫都爾汗墜毁:292-293。当晚的中央政治局会议上，周恩来宣布了林彪等人的死讯，张春桥特意买了一瓶茅台酒请众位政治局委员庆祝:798，叶剑英表示没有什么可以庆贺的，称:703-704：“共产党中央副主席、中央军委副主席、国防部长叛国逃跑，在国内、国外将产生什么影响？”周恩来随后与汪东兴一同前往毛泽东处汇报，后汪东兴返回政治局会场，向众人表示：“主席知道林彪死了，很高兴！还与我们碰了杯，并且说了‘感谢林彪帮了一个大忙。’”:798
9月15日下午，许文益等中方人员来到坠机现场，和蒙古官员就尸体埋葬达成一致意见，没有进行尸体解剖，次日尸体下葬。据记者汉纳姆采访前苏联克格勃特工和参与事件调查的苏联医生维塔利·托米林的描述，苏联特工从温都尔汗掘墓，取回疑为林彪的头骨，结合林之前在苏联的病历，从枪伤、牙齿和肺上的钙化点印证死者就是林彪。
9月24日，毛澤東決定對黃永勝、吳法憲、李作鵬、邱會作實行隔離審查:293。
和往年不同，1971年「十一」當天天安門前慶祝集會和遊行以及晚上焰火晚會都被取消，理由是「節省開支」和「戰備需要」，是建國二十多年來第一次，從此毛澤東再沒有在國慶時登上過天安門城樓:294。
10月3日，經毛澤東批示「同意」後，中共中央發出兩個《通知》：決定成立中央專案組审查林（彪）陈（伯达）反黨集團，由周恩来、康生、江青、张春桥、姚文元、纪登奎、李德生、汪东兴、吴德、吴忠10人組成，下设由纪登奎、汪东兴领导的办公机构；決定撤銷軍委辦事組，成立軍委辦公會議，由葉劍英等10人組成:295。
中央专案组在审查过程中采取了“逼、供、信”的办案手段，例如逼迫、诱导吴法宪承认“八八政变”；让黄永胜的警卫费四金交代9月12日当天黄永胜会见了林立果，参与了林彪的政变计划等。但曾负责专案日常工作的纪登奎也表示：“不能证明黄、吴、李、邱知道谋害毛泽东，没有证据证明他们知情。”
中共官方认同林立衡有向中央告发的行为，但只一笔带过。林立衡在九一三事件后被中央专案组长期关押审查，至1974年7月才在毛泽东的指示下被解除“监护”，下放到开封某部队的农场劳动改造。
1980年11月20日－次年1月15日，中共中央组织特别法庭并案审判“林彪、江青反革命集团”，判定林彪为“反革命集团”的首犯，判定林彪等人有企图谋杀毛泽东等“反革命”罪行，对吴法宪、李作鹏、邱会作、江腾蛟判刑。

## 新闻报道
不同于刘少奇、彭德怀等人倒台后的即时报道、批判，为了防止林彪死亡对解放军以及各地拥林势力产生不良影响，林彪事发丧命之后相当长的一段时间里，中共以及中共官媒（中央人民广播电台、《人民日报》、新华社）都没有播发任何消息。境外媒体方面，九一三事件发生之后，也只有部分香港媒体报道了中共飞机坠毁于蒙古的消息，但对于具体情况并不知悉。
1971年9月下旬，由于中国大陆曾因林彪出逃禁止民航机飞行三天，且周恩来超过一周没有照例会见外宾，连十一国庆阅兵与群众大会也突然取消，港台地区开始出现中共内部发生巨变的传闻，不过彼时的猜测集中在毛泽东病重或病故，中共权鬥激化，而非已经出事的林彪。9月27日，早些时候突然来华的美国心脏病专家怀特与狄蒙在离华之后对外表示，此行不是为毛泽东治病，也没有听说有关毛泽东病危的消息。同一天，朝日新闻也发文表示，国庆庆祝活动取消是早有准备的事，中国大陸并没有发生变化。

1971年10月1日，九一三事件之后的第一个国庆日，中共仅举行了一些小规模的庆祝活动，《人民日报》也罕见的没有刊登毛泽东与林彪的相片，此类反常表现引起了新的猜测。此时，开始出现林彪病逝或病重的说法。10月7日，埃塞俄比亚皇帝海尔·塞拉西一世访华，毛泽东时隔多日终于露面，林彪却没有出现，中共的官方文件，也开始删去林彪的名字，这使得林彪去世的传闻开始流传。
10月16日，香港《每日快报》首先披露了林彪出逃败亡的消息，该报在报道中称，“林彪于九月十二日发觉消息已走漏，于是当夜伙同空军司令员吴法宪，率领他们的卫队包围毛某在北平的住处，可是他们竟发现那只是空屋一座，林彪至此知道他的计划告吹。于是在吴法宪的伴同下，在北平机场登上一架运输机，以图逃往东北，伺机再起，他的飞机由于油料告罄，在蒙古境内紧急着陆时而告坠毁”。但这一说法仅被看做是众多传闻中的一种，《星岛日报》称林彪重病，《观察家报》则称由于林彪威胁到正在改善的中美关系，毛泽东打算由周恩来、林彪、姚文元以及康生一同作为自己死后的接班团队，而不是由林彪一人接班。此后一段时间，关于林彪的猜测持续不断，更有媒体声称林彪在权鬥中失势后自杀。11月25日，地下秘密短波电台“解放军之声”播发了林彪垮台的消息，被香港各大媒体转载。11月27日，《华盛顿邮报》发表报道称，相信林彪已经死亡，但不是死于蒙古坠机事件。而在此时，中国大陸范围内已经逐步完成了传达林彪“叛逃”事件的过程，同时展开针对林彪及其残余势力的揭发与整肃，但媒体并未提及林彪相关的消息，此后相当长的一段时间，中共官方依然没有对林彪的去向做出对外的说明。
1973年8月，周恩来在中共十大上代表中共首次对外正式公开了林彪出逃坠机死亡的消息，此时距离九一三事件发生，已经过去接近两年。

## 争议

### 林彪是否被挟持
- 林彪之女林立衡认为：林彪在9月12晚服用了安眠药，并不清醒；林彪“在北戴河上汽车都是两个人扶着上去的”[6]:794；林彪是被林立果、叶群挟持上飞机的[17]。作家舒云亦持有相同看法，其《林彪事件完整调查中》中引用林彪内勤张恒昌的采访称：“首长吃了安眠药，比平常晚睡了15分钟，是从床上拽起来的。穿衣服时还迷迷糊糊的，没有一点自主动作，完全由我们摆布。”[68]
- 林彪贴身警卫李文普认为林彪具备清醒的意识，根据其说法：9月12日晚11时许，林彪亲口对李文普说：“反正今晚也睡不着了，你准备一下，现在就走”；红旗轿车开到56号楼，林彪问林立果：“到伊尔库茨克多远？要飞多长时间？”[31]:29。李的说法成为中共官方各种出版物都引用的“证据”，并就此认定林彪为“主动叛逃”[69]。
- 李晨对李文普说法提出异议，“李文普一开始并没有揭发林彪在车里问过‘到伊尔库茨克多远，要飞多长时间’这句话，只是中央专案组将他单独关押，审讯时，他才迫于政治压力向纪登奎交代了这句‘关键性’的话，并改口说他的伤是林立果开枪打的” “反正汽车里的人全死了，他想怎么说就怎么说，一切都是‘死无对证’，连个‘旁证’都没有”[37]。
- 高文谦在《晚年周恩来》一书中披露[70]：“迫于政治压力，李后来只好改口，回避了林彪曾下令中途停车这一情况，而把它说成是在听到林彪问‘到伊尔库茨克有多远’后他本人要求停车，以换取保留他的党籍、军籍和不株连家人的宽大处理。”
- 周敬青、余汝信等学者根据林彪上飞机时是自己爬上去的等证据，认为林彪并非被挟持，外逃出走是林彪、叶群、林立果的一致抉择[17][71]。

### 李文普是否自伤
- 据林彪的警衛秘書李文普描述：“车到56楼时，我突然听林彪问林立果：‘到伊尔库茨克多远，要飞多长时间？’林立果说：‘不远，很快就到。’汽车开到58楼时，中央警衛團姜作寿大队长站在路边扬手示意停车。”李称他听林彪说要去伊尔库茨克，便决心下车，大喊一声停车，司机杨振刚把车停下来，李立即开门下车，李转身朝58楼喊一声：“来人哪！”与此同时，李听到了车门响声和枪栓声，林立果就向李开枪。“当时距离很近，只一米左右，我侧着身，手扬着，所以子弹从前胸擦向左臂”[31]:30。
- 据林立衡描述：“很快，我听到距离很近的地方有一声枪响，接着又是一声枪响——后来听说是萧奇明（2大队6中队）中队长在大队部门口的哨位上用手枪朝汽车后面开了一枪，另一枪是李文普在离58号楼大队部门口约三十米处从红旗车上下来时枪走了火，李文普也因此受了伤。作为外科医生，张清林当着8341部队卫生员的面亲自为李文普包扎了左臂伤口”[37]。
- 姜作寿认为李文普受伤是其自己的枪走火造成的，证据为：林立果开的一枪弹痕在右车门摇把上，不可能击中摇把又打中李文普左肩膀；二大队军医陆正武告诉姜作寿李文普这一枪很奇怪，像是他自己打的，枪很近，擦胸部而过[18]。

### 飞机坠毁原因
- 周恩来派出的李耀文将军和杨德中为首的调查组，作出油少迫降，机腹着地，残油致燃的结论，这个结论成为中共官方结论[72][73]。中方驻蒙古大使馆代办孙一先以及256号原副驾驶的认为：飞机在迫降时没有完全按照迫降要求耗光机翼油箱内的燃油，加上迫降时飞机弹跳，摩擦地面的火花引燃剩余燃油发生爆炸解体而致；机上人员大都在爆炸中昏迷，最后窒息而死[72]。
  - 作家舒云对以上两种说法提出异议，认为三叉戟飞机机翼与机腹几乎在一个平面上。在野外不用起落架迫降，不可避免的要使机翼摩擦到地面，从而引燃机翼内的剩余燃油。当时的驾驶员潘景寅不可能不知道带油迫降是自寻死路[74]。
- 许多证据表明飞机在坠落前已经起火，而非坠落后[75][76]。2013年出版的中共官方史料《毛泽东年谱》亦更正了《周恩来年谱》中模棱两可的表述以及《毛泽东传》中的“迫降爆炸”说，称飞机是从空中着火而最终坠毁的[11]:405-406。
- 接到苏联情报机构克格勃主席安德罗波夫的指令，全权负责林案现场调查的第一当事人，后来的苏联情报九局局长给出了专机飞出国境后的飞行路线：飞机飞抵苏、蒙边境，距苏联赤塔50公里处，几乎是180度向南折回。它的油料不仅足够飞到赤塔，而且飞抵伊尔库茨克和乌兰巴托都没有问题。雷达从飞机一起飞，就捕捉到目标，而且全程跟踪[77]。高文谦也称认为飞机即将到达苏、蒙边境时突折返中国[78]。
  - 有学者质疑这样的飞行路线意味着三叉戟专机在35分钟内从中蒙边界飞至距离赤塔50公里处，又折返至温都尔汗，航程超过1000公里，非常不可信[79]。
- 曾陪同驻蒙大使许文益前往坠机现场的孙一先认为三叉戟的黑匣子被苏联人取走[80]。
  - 有人[79]质疑三叉戟1E型飞机并无配备黑匣子。
- 中华人民共和国驻蒙大使馆人员带回的一张照片显示机翼上有一洞孔，引发导弹击落论。
  - 飞行员王海根据周恩来指示，成立调查组论证林彪专机出事原因，认为如果导弹击落，则洞孔应当穿透，而所谓洞孔实际是呈单面炸开，而铝刺外翻，从这一点推断该洞孔并非导弹所致。洞孔是机翼中电路起火引起（油箱）爆炸[81]。
  - 作家肖思科反复请教了弹道和导弹专家，他们都认为当时中国大陆导弹要把飞机打下来几乎不可能，因为当时装备的导弹还到不了200公里的射程，而中国离温都尔汗则有1100多公里[82]。
  - 周恩来在广州一个高级干部会议上说：“我再说一遍，林彪座机不是我命令打下来的。确实是迫降时自我爆炸，自取灭亡”[82]。

### 林彪是否参与政变及“林彪手令”
- 中共中央组织的特别法庭判定林彪等人有企图谋杀毛泽东等“反革命”罪行，对吴法宪、李作鹏、邱会作、江腾蛟判刑。中共官方文献称：“9月7日，林立果就向他的‘联合舰队’下达了‘一级战备’命令。次日，林彪下达了武装政变的手令。”[83]
- 舒云指出，实际上存在着两份不同版本的“手令”，一份横写，一份竖写，林立果和周宇驰各执一份。“文革后林彪几乎很少动笔，文件圈阅也常常由秘书代笔，怎么可能一连写两张‘手令’？就是林彪‘手令’，也不可能写两个。就是写了两个，也会毁掉一个，不可能让林立果把两个都拿走。‘手令’上写两个人的名字，与‘手令’有两个不同版本，对谁有利呢？不言而喻，一份‘手令’不够，因为林立果和周宇驰要分开活动，需要一人拿一个当‘圣旨’，于是再‘创造’一份。那么一模一样不更好吗？或许是忙，没想到那么多的细节？也可能是先写了一个‘横的’，不太像，再模仿一个‘竖的’。模仿也不那么容易，所以‘横的’‘竖的’都没舍得丢掉。林立果却没有想到，由此露出了破绽。”原空军副参谋长胡萍直指“这个‘手令’是假的，打着林彪旗号[84]。
- 杨继绳认为：林彪如果搞武装政变，为什么不动用军委统帅部的指挥机构？为什么不动用他的亲信黄、吴、李、邱？林彪是大军事家，在他指挥的战争中总是十拿九稳，务求必胜，林立果等搞的那一套像儿戏，和林彪作战的风格完全不同[85]。
- 陈晓宁认为：“当局给出的这些证据都是不能令人信服的，对于这些证据来说，要么，其本身就是明显错误的；要么，单凭这些证据无法得出‘确定性’的、‘确凿无疑’的结论”。他进而提出了林彪未曾参与谋杀毛泽东之“政变”的几大证据：如林立果与叶群在9月8日就林立果回京一事上对林彪的欺瞒；真正掌握军队的几员大将黄永胜、吴法宪、李作鹏、邱会作对所谓“政变”毫无所知；林彪为何一反常态对所谓“政变”不闻不问，对所谓林立果“小舰队”未给予任何指示等等。这些都说明林彪根本就没有涉入这场所谓“阴谋政变”当中[86]。

### 南下广州另立中央
- 1981年1月的最高人民法院特别法庭判决书中称：“林彪反革命集团的谋杀计划失败后，林彪随即准备带领黄永胜、吴法宪、李作鹏、邱会作等人南逃到他当时准备作为政变根据地的广州，图谋另立中央政府，分裂国家。”[87]
- 广州军区司令员丁盛在自己的回忆中说：“我今天有责任说，我当时是广州军区主要负责人之一，我是司令，刘兴元政委，孔石泉，任思忠，他们都是政委、副政委，还有其他的人，所有的人，都不知道。绝对不知道！林彪南逃，他怎么想，这个我们不知道，什么都不知道。”“我向中央负责，向全国人民负责！广州军区领导就是不知道林彪南逃。你们搞了这样多的大的运动，翻箱倒柜，七四年、七七年、七八年、七九年，搞得这么厉害，你们搞到什么证据没有啊？没有任何证据。这样多的人有人知道没有啊？领导没有知道，有人说他知道，后来他又翻供了，他说他不知道，他是逼的。那么我们怎么会知道呢？”[88]

### 对出走的其它解读
- 据林立果未婚妻张宁描述：“老董搞专案有一套经验。（但）他在现场听了一个星期，居然得不到一点林彪策划‘谋杀毛主席’及‘叛逃’的证据。也清理不出林彪指挥四大将黄、吴、李、邱图谋‘政变’，‘另立中央’的蛛丝马迹”[89]。
- 据《纽约时报》报道：“毛泽东告诉斯里兰卡和法国的外国外交官，林彪政变企图失败以后，准备逃往他国，并在飞机失事中摔死了。在客人们惊疑未定之中，毛告诉他们林要谋害的是他本人[90]。”
- 据《亚洲周刊》和《美国新闻与世界报导》报道：“林彪在文革初期即对自己的处境有所担忧，并且秘密派人与台湾国民党方面联系，台湾方面对林的态度表示欢迎，但联系随后中断，此事与林彪倒台和出走的关系尚不清楚”[q]。據记者汉纳姆对前蘇聯特工的調查，林彪的飛機起飛後，首先是向東南方、台灣的方向，而證諸林彪早在1966年11月就託人帶親筆信向在台灣的蔣介石輸誠，他有可能是想飛往台灣[91]。

## 事件影响

### 党内政治
林彪死后，王洪文一度被选为毛泽东的继任者，林的盟友黄永胜、吴法宪、李作鹏、邱会作职务被解除，并被捕接受审判，同时林立果的联合舰队的幸存者也被清除。十大元帅之一叶剑英主持改组后的中央军委。
1971年10月3日成立中央专案组，全面审查林陈（伯达）反党集团（1972年6月始改称“林彪反党集团”），打击范围巨大，有说军级以上涉案者近千人，其他人员则以十万计。十大闭幕后中央军委提出军委委员63人名单方案：原军委委员49人保留28人、增补35名委员。未续任军委委员的21人中林彪、叶群、王秉璋、王辉球、刘丰、李作鹏、李雪峰、吴法宪、邱会作、郑维山、袁升平、梁兴初、黄永胜、温玉成14人均涉林案。中共中央委员、中央候补委员中亦有数十人被整肃。
中共十大于1973年8月24日提前一年召开，迫切的问题是给林彪集团定罪，以及主要成员的组织处理，即8月20日政治局批准专案组《关于林彪反党集团反革命罪行的审查报告》，永远开除林彪、陈伯达、叶群、黄永胜、吴法宪、李作鹏、邱会作、李雪峰的党籍。
叶剑英说：“以林彪在军事上的成功，如果不是在家庭这个看似盘根末节的政治上犯错误，就会顺利越过70年障碍，那么被清洗打倒的就是总理、我、向前等将帅，然后在主席逝世后……主席可以讲是以错破党，没有领袖魄力难做到”。
1973年7月4日，毛泽东指出：“尊孔反法，国民党也是一样啊！林彪也是啊！”9月，毛泽东在会见外宾时说：“秦始皇是中国封建社会第一个有名的皇帝，我也是秦始皇，林彪骂我是秦始皇。中国历来分两派，一派讲秦始皇好，一派讲秦始皇坏。我赞成秦始皇，不赞成孔夫子。”随即发动了批林批孔运动。
毛泽东在事件后健康状况急剧变差，疑心加重。刘伯承、徐向前、聂荣臻等皆是怀疑对象，他定下老帅、将军可以出来挂个职，但不准带兵的决定，使江青等更加得势。而他对周恩来的疑心，加上周恩来健康状况变差，促使他批准邓小平复出，但邓小平复出后却倾向于周，在周恩来去世后的四五天安門事件後，复又被毛泽东再次打倒。

### 思潮
林彪摔死在蒙古的温都尔汗，引起全国人民的震惊，客观上宣告了“文化大革命”的理论和实践的破产。人们普遍开始怀疑“文化大革命”。英国《泰晤士报》评论说：林彪之事的政治负效应很快会对中国被愚弄、欺骗的一代产生决定性的影响，对他们自己行为的反思很快就要开始。美国著名专栏作家布坎南在《华盛顿邮报》上发表题为《九·一三事件与中国政治》的专评。他认为：“一向手举红宝书、万岁不离口的林彪，被毛亲手扶植起来的接班人，被宪法钦定的党内二把手，突然叛逃外域……仅凭这一点，人们就很难接受，昨日的领袖，一夜之间又成为千古罪人，这一大起大落的背向行为，不仅使中共的宣传机构难以自圆其说，而且一般的平民也会对毛选定的接班人这件事的本身产生质询，并会演绎成大规模的反思毛泽东这个伟人的一切……”
批林整风宣传中一再将粉碎林彪集团归结为“文化大革命”的“伟大胜利”，这种结论与事实的尖锐对立，造成人们现实思想和行动中许多难以解脱的矛盾。力求正确解答这些矛盾的不断思索，促使已开始变化了的人们的认识又进一步发展、深化。
1972年11月，林立果制定的“五七一工程纪要”被披露后，在人们心头引起了更大的震动，1976年4月初四五运动期间，天安门广场上的一首有名的诗写道：“中国已不是过去的中国，人民也不是愚不可及，秦皇的封建社会已一去不返了。我们信仰马列主义，我们要的是真正的马列主义。让那些阉割马列主义的秀才们，见鬼去吧！”这首诗从思想到文字受“五七一工程纪要”的影响很明显。

## 延伸阅读
- 《关于中华人民共和国飞机在蒙古人民共和国领土上飞行失事的现场调查纪要》（蒙古起草，中方未签字）
- 《林彪反革命集团覆灭纪实》，熊华源、安建设编，中央文献出版社，1996，ISBN 978-7-5073-0267-7。
- 《中国1971：风云“九·一三”》张聂尔，解放军出版社，1999年6月，ISBN 978-7-5065-3666-0。
- 《林彪元帅叛逃事件最新报告》赤男（肖思科）、明晓（高德明）等，香港中华儿女出版社，2000年2月，ISBN 9789628572342。
- 《谋害毛泽东的黑色“太子”》明晓、赤男，香港中华儿女出版社，2000年2月。
- 《丁盛回忆录》丁盛（时广州军区司令）口述、金光整理，自印本，2001年2月。
- 《重审林彪罪案》丁凯文主编，明镜出版社，2004，ISBN 978-1932138207。
- 《林彪事件完整调查》舒云，2006年8月，明镜出版社，ISBN 1-932138-42-0。
- 《“九一三林彪出走事件”研究述評》丁凯文，2007年第3期《当代中国研究》。
- 《百年林彪》丁凱文，香港明镜出版社，2007年，11月版，ISBN 9781932138542。
- 《折戟沉沙温都尔汗》王海光，九州出版社，2012，ISBN 9787510814051。
- 《“九一三”回望：林彪事件史实与辨析》，余汝信编，香港：新世纪出版社，2013，ISBN 978-988-15571-2-4。